# 渔梁坝
渔梁坝是中国的一座古代水坝，座落于安徽省歙县城南1公里的渔梁村，横截新安江的支流练江，始建于唐朝，明朝万历三十三年（公元1605年）重建。
渔梁坝长约140米，底宽27米，顶宽4米，用每块重达吨余的青色条石垒砌而成，每一层各条石之间和上下层之间插入石锁固定，使其成为坚固的整体。坝中间设有排水门。渔梁坝的作用在于拦蓄上游江水，并方便下游行舟，因此处为明清时徽商前往浙江、江苏的主要起航码头。渔梁坝下游不远处的明代古桥紫阳桥，高达14米，桥孔也比其他桥高大得多，这也是为了方便帆船航行。渔梁坝的北端衔接着古老的渔梁街，鱼鳞状的鹅卵石街道旁，是典型的徽派民居，西侧有不少支巷，均通往江边码头，过去均有不同的分工。
2001年，渔梁坝被列为第五批全国重点文物保护单位。

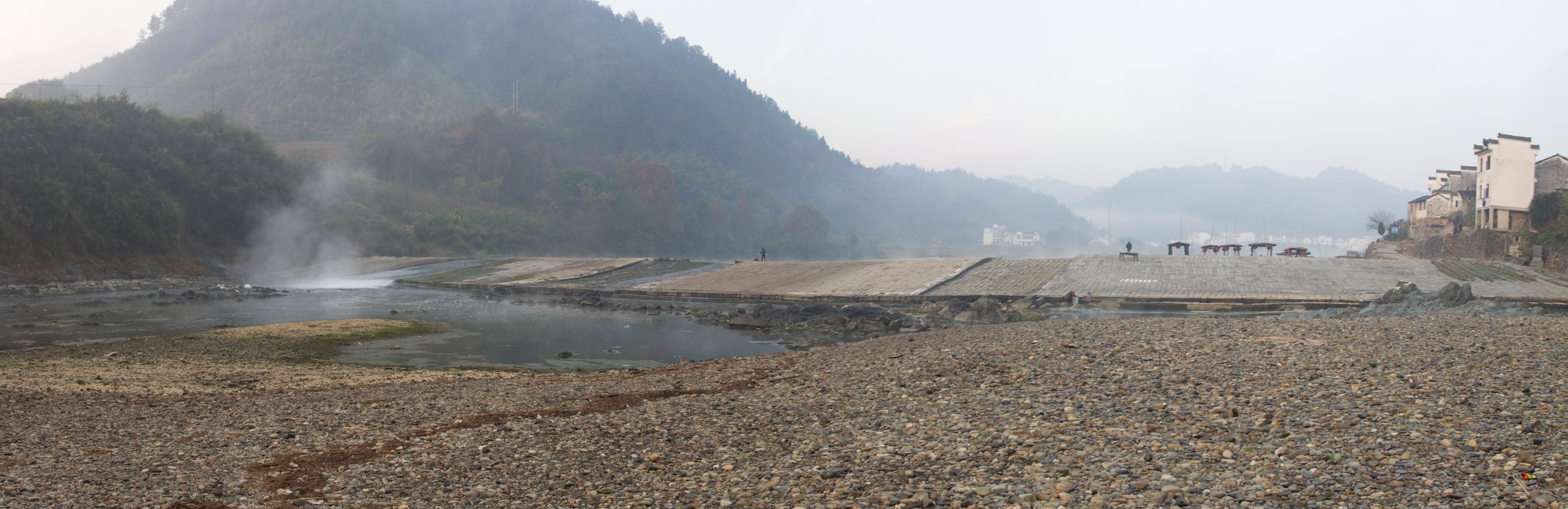
冬季清晨时分的渔梁坝